# Therioplectes griseus
Therioplectes griseus är en tvåvingeart som först beskrevs av Günther Enderlein 1925.  Therioplectes griseus ingår i släktet Therioplectes och familjen bromsar. Inga underarter finns listade i Catalogue of Life.